# Голованов, Михаил Алексеевич
Михаи́л Алексе́евич Голова́нов (род. 1 марта 1957) — российский дипломат. Чрезвычайный и полномочный посол (2022).

## Биография
Окончил Московский государственный институт международных отношений (МГИМО) МИД СССР (1982). На дипломатической работе с 1982 года. Владеет английским, французским и малагасийским языками.
В 2005—2008 годах — советник-посланник Посольства России в Марокко.
В 2008—2013 годах — начальник отдела Департамента кадров МИД России.
В 2013—2016 годах — генеральный консул России в Аннабе (Алжир).
В 2016—2019 годах — заместитель директора Департамента Африки МИД России.
С 24 апреля 2019 года — чрезвычайный и полномочный посол Российской Федерации в Джибути и Сомали по совместительству.

## Дипломатический ранг
- Чрезвычайный и полномочный посланник 2 класса (17 июня 2008)[3].
- Чрезвычайный и полномочный посланник 1 класса (11 июня 2019)[4].
- Чрезвычайный и полномочный посол (29 декабря 2022)[5].

## Награды
- Медаль ордена «За заслуги перед Отечеством» II степени (24 января 2025 года) — за вклад в реализацию внешнеполитического курса Российской Федерации и многолетнюю добросовестную дипломатическую службу[6]